# Arlesheim
Arlesheim es una comuna suiza del cantón de Basilea-Campiña, capital del distrito de Arlesheim. Limita al norte con la comuna de Münchenstein, al noreste con Muttenz, al este con Dornach (SO), al sur con Gempen (SO) y al oeste con Reinach.

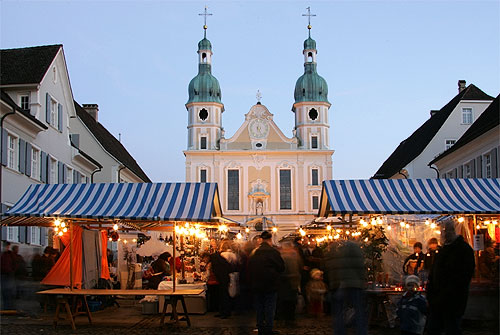
Mercado navideño en Arlesheim.